# Галифакс (округ, Северная Каролина)
Округ Галифакс (англ. Halifax County) располагается в штате Северная Каролина, США. Официально образован в 1758 году. По состоянию на 2010 год, численность населения составляла 54 691 человек.

## География
По данным Бюро переписи США, общая площадь округа равняется 1893,292 км2, из которых 1877,752 км2 суша и 15,540 км2 или 0,820 % это водоёмы.

## Население
По данным переписи населения 2000 года в округе проживает 57 370 жителей в составе 22 122 домашних хозяйств и 15 308 семей. Плотность населения составляет 31,00 человек на км2. На территории округа насчитывается 25 309 жилых строений, при плотности застройки около 13,00-ти строений на км2. Расовый состав населения: белые — 52,56 %, афроамериканцы — 42,57 %, коренные американцы (индейцы) — 3,14 %, азиаты — 0,54 %, гавайцы — 0,02 %, представители других рас — 0,47 %, представители двух или более рас — 0,71 %. Испаноязычные составляли 1,01 % населения независимо от расы.
В составе 31,20 % из общего числа домашних хозяйств проживают дети в возрасте до 18 лет, 44,10 % домашних хозяйств представляют собой супружеские пары проживающие вместе, 20,40 % домашних хозяйств представляют собой одиноких женщин без супруга, 30,80 % домашних хозяйств не имеют отношения к семьям, 27,70 % домашних хозяйств состоят из одного человека, 12,00 % домашних хозяйств состоят из престарелых (65 лет и старше), проживающих в одиночестве. Средний размер домашнего хозяйства составляет 2,51 человека, и средний размер семьи 3,06 человека.
Возрастной состав округа: 26,20 % моложе 18 лет, 8,00 % от 18 до 24, 27,70 % от 25 до 44, 23,20 % от 45 до 64 и 23,20 % от 65 и старше. Средний возраст жителя округа 37 лет. На каждые 100 женщин приходится 90,70 мужчин. На каждые 100 женщин старше 18 лет приходится 86,00 мужчин.
Средний доход на домохозяйство в округе составлял 26 459 USD, на семью — 33 515 USD. Среднестатистический заработок мужчины был 28 025 USD против 20 524 USD для женщины. Доход на душу населения составлял 13 810 USD. Около 19,40 % семей и 26,10 % общего населения находились ниже черты бедности, в том числе — 33,00 % молодежи (тех, кому ещё не исполнилось 18 лет) и 22,40 % тех, кому было уже больше 65 лет.